# Sporetus fasciatus
Sporetus fasciatus là một loài bọ cánh cứng trong họ Cerambycidae.